# Terpsichore victorhugoensis
Terpsichore victorhugoensis är en stensöteväxtart som beskrevs av Maarten J.M. Christenhusz. Terpsichore victorhugoensis ingår i släktet Terpsichore och familjen Polypodiaceae. Inga underarter finns listade.